# Monte Cafornia
Il Monte Cafornia (2.424 m s.l.m.) è una cima montuosa dell'Appennino abruzzese, all'interno del massiccio del monte Velino (catena del Sirente-Velino).

## Descrizione
La montagna è posta ad est del monte Velino, di cui è considerata la cima gemella, possiede un'anticima nota come Pizzo Cafornia (2.404 m s.l.m.). Ricade all'interno della riserva naturale Monte Velino e del parco naturale regionale Sirente-Velino.

## Accesso alla vetta
La cima si raggiunge da Massa d'Albe e Forme (AQ) tramite vie direttissime; la vista dalla cima spazia su quasi tutte le cime del gruppo montuoso, a sud la valle Majelama, i monti della Magnola e il gruppo del monte Sirente, ad ovest i monti Carseolani, i monti Cantari, i monti Ernici, il Serra Lunga e in lontananza parte dei monti Marsicani, oltre la piana del Fucino.